# Bottled Life – Nestlés Geschäfte mit dem Wasser
Bottled Life – Nestlés Geschäfte mit dem Wasser ist ein Dokumentarfilm aus dem Jahr 2012 von Urs Schnell.

## Inhalt
Der Schweizer Journalist Res Gehriger macht sich weltweit auf Spurensuche nach dem Geschäft mit dem Trinkwasser. In verschiedenen Ländern wird die Versorgung der Bevölkerung mit Trinkwasser durch den Staat nicht gewährleistet. Die Nutzung von Grundwasser und die rechtliche Situation der Nutzungsbedingungen sind in den besuchten Ländern unterschiedlich. Der Lebensmittelkonzern Nestlé, dessen Hauptverwaltung im schweizerischen Vevey liegt, macht sich diese Tatsachen zunutze und steigert das Geschäft mit dem Trinkwasser in Flaschen (unter den Marken Poland Spring, Pure Life, S. Pellegrino, u. a., s. a. Nestlé Wasser-Marken) stetig. Im Film wird dargestellt, dass Nestlé jede Stellungnahme mit der Begründung „falscher Film zum falschen Zeitpunkt“ ablehnte.

## Hintergrund
- In der deutschen Version ist der Erzähler Hanspeter Müller-Drossaart, in der englischen Version Trevor J. Roling und in der französischen Version David Pion.
- Kinostart in der Schweiz war am 25. Januar 2012, in Deutschland am 12. September 2013.

## Sicht von Nestlé zum Film
Nestlé schildert ihre Sicht zum Film und zu den Vorwürfen auf ihrer Website. So würden „Tatsachen im Film meist falsch dargestellt und es fehle an Objektivität.“

## Auszeichnungen
- Internationales Umwelt-Filmfestival von Rio de Janeiro 2013: bester Film in der Kategorie „Journalistische Relevanz“
- Bad Homburg, Herbert Quandt Medienpreis 2013
- Berlin, Green Me Festival, Green Me Award bester Dokumentarfilm 2013
- Chicago, Chicago International Film Festival Television Awards, Silver Plaque Documentary: Science/Nature 2013
- New York City, New York Festivals TV & Films, Silver World Medal Environment & Ecology 2013[3]
- Graz, Int. Berg- und Abenteuer Filmfestival Graz, Kamera Alpin in Gold 2012[4]